# Gorgasella eximia
Genre
Espèce
Gorgasella eximia, unique représentant du genre Gorgasella, est une espèce d'araignées aranéomorphes de la famille des Salticidae.

## Distribution
Cette espèce est endémique du Panama.

## Description
La femelle holotype mesure 5,37 mm.

## Étymologie
Ce genre est nommé en l'honneur du médecin William C. Gorgas.

## Publication originale
- Chickering, 1946 : The Salticidae of Panama. Bulletin of the Museum of. Comparative Zoology, vol. 97, p. 1-474 (texte intégral).